# Луїджі Мероні
Луїджі «Джіджі» Мероні (італ. Luigi "Gigi" Meroni, * 24 лютого 1943, Комо — † 15 жовтня 1967, Турин) — колишній італійський футболіст, фланговий півзахисник.
Насамперед відомий виступами за клуби «Дженоа» та «Торіно», а також національну збірну Італії. Володар Кубка Італії.
Трагічно загинув у автокатастрофі у 24-річному віці.

## Клубна кар'єра
Вихованець футбольної школи клубу «Комо». Дорослу футбольну кар'єру розпочав 1960 року в основній команді того ж клубу, в якій провів два сезони, взявши участь у 25 матчах чемпіонату. 
Своєю грою за цю команду привернув увагу представників тренерського штабу клубу «Дженоа», до складу якого приєднався 1962 року. Відіграв за генуезький клуб наступні два сезони своєї ігрової кар'єри.
1964 року перейшов до клубу «Торіно». Відразу після переходу до туринської команди став гравцем її основного складу та розглядався як один з її найперспективніших футболістів. До своєї загибелі у жовтні 1967 року відграв за «Торіно» лише три повні сезони.

## Виступи за збірну
1966 року дебютував в офіційних матчах у складі національної збірної Італії. До своєї трагічної загибелі восени 1967 року встиг провести у формі головної команди країни 6 матчів, забивши 2 голи.
У складі збірної був учасником чемпіонату світу 1966 року в Англії.

## Загибель
Останньою у житті футболіста грою став виграний «Торіно» з рахунком 4:2 матч проти «Сампдорії» 15 жовтня 1967 року. Увечері того ж дня Мероні з партнером по команді Фабріціо Полетті святкували перемогу в одному з ресторанів у центрі Турина. Після святкування обоє футболістів переходили вулицю і були збиті автомобілем Fiat 124. Полетті був ушкоджений, однак вижив, а Мероні було відкинуто на проїжджу частину, де його вдарив другий автомобіль. Від отриманих травм 24-річний футболіст невдовзі помер.
За іронією долі водієм автомобілю, який збив Мероні, був 19-річний Аттіліо Ромеро, палкий вболівальник «Торіно» і особисто Луїджі Мероні. Значно пізніше, протягом 2000—2005, Ромеро обіймав посаду президента футбольного клубу «Торіно».
| Дата      | Місто      | Господарі | Результат | Гості     | Турнір           | Голи | Примітки |
| --------- | ---------- | --------- | --------- | --------- | ---------------- | ---- | -------- |
| 19-3-1966 | Флоренція  | Італія    | 0 – 0     | Франція   | товариський матч | -    |          |
| 14-6-1966 | Флоренція  | Італія    | 6 – 1     | Болгарія  | товариський матч | 1    |          |
| 18-6-1966 | Флоренція  | Італія    | 1 – 0     | Австралія | товариський матч | -    |          |
| 22-6-1966 | Флоренція  | Італія    | 3 – 0     | Аргентина | товариський матч | 1    |          |
| 29-6-1966 | Флоренція  | Італія    | 5 – 0     | Мексика   | товариський матч | -    |          |
| 16-7-1966 | Сандерленд | СРСР      | 1 – 0     | Італія    | ЧС 1966          | -    |          |
| Усього    |            | Матчів    | 6         |           | Голів            | 2    |          |

## Титули і досягнення
- Володар Кубка Італії (1):

«Торіно»:  1967–68